# Dagny Schönberg
Dagny (Elisabeth) Schönberg, född 22 oktober 1908 i Stockholm, död 20 november 1997 i Linköping, var en svensk skulptör, målare, tecknare och författare. 

## Biografi
Föräldrarna var verkmästaren Gustav Vilson och Ellen Lovisa Viktoria Grafström och från 1932 var hon gift med kantorn Yngve Gustav Verner (som senare bytte efternamn till Schönberg) samt syster till Bo Vilson och faster till Remus Wilson (hade tidigare förnamnet Kaj). Hon var mor till tonsättaren och organisten Stig Gustav Schönberg samt skådespelerskan Anna Schönberg. Schönberg studerade kortare perioder för André Lhote i Paris samt för Eva Bagge och  vid Otte Skölds målarskola i Stockholm. Hon reste på längre studieresor till Frankrike 1949 och 1952 där hon studerade kroki vid Académie de la Grande Chaumière samt Madame Lapraieres skulpturskola i Paris och har senare vistas perioder i Spanien, Grekland och Italien samt på 1960-talet till Polen. Tillsammans med Gunvor Sjökvist ställde hon ut i Sunne 1948 och tillsammans med Georg U. Persson på Galerie Æsthetica 1953 samt tillsammans med Alf Gustavsson och Pär Thorell i Linköping 1958. Separat ställde hon bland annat ut Stockholm 1977, i Norrköping och Motala 1955,1982 och 1984, i Linköping, 1961, 1965, 1975, 1980, 1982, 1987, 1988, 1989 och 1993, i Östersund 1963, 1971 och 1974, i Göteborg 1969, i Vetlanda 1970, i Södertälje 1970, i Söderhamn 1971, i New York 1978, i Höör 1980 och 1982 och hon medverkade i Värmlands konstförenings höstsalonger på Värmlands museum i Karlstad 1944 och 1962. Hennes bildkonst består av porträtt, stilleben och landskapsskildringar. Vid sidan av sitt eget bildskapande var hon även verksam som författare av sagoböcker för stora och små.   
Schönberg utsågs 1981 till årets Östgötakonstnär av Östergötlands landsting. Motiveringen löd för ett lyriskt och finstämt måleri, besjälat av inlevelse och säker färgkänsla grundad på fransk tradition.
Offentliga utsmyckningar finns med oljemålningen ”Konfirmand” (1946) i Dömle stiftsgård i Karlstad, ”Flicka från Kall” (1952) i Torsby lasarett, Värmland och målningen ”Solen” på avdelningen för strålbehandling vid Universitetssjukhuset i Linköping. Hon är representerad på många olika institutioner, samt vid Östergötlands museum, Östersunds museum och Östergötlands läns landsting.
Hon är gravsatt i Ledberg.